# Elsothera hewittorum
Elsothera hewittorum är en snäckart som beskrevs av Stanisic 1996. Elsothera hewittorum ingår i släktet Elsothera och familjen Charopidae. Inga underarter finns listade i Catalogue of Life.